# Folia Geobotanica
Folia Geobotanica är en internationell tidskrift för geobotanik, växtekologi och växtsystematik, utgiven av den tjeckiska vetenskapsakademien.
Tidskriften hette tidigare Folia geobotanica & phytotaxonomica.